# Homotopie-Faser
In der Algebraischen Topologie, einem Teilgebiet der Mathematik, ist die Homotopie-Faser einer Abbildung ein nützlicher Begriff der Homotopietheorie.

## Definition
Zu jeder stetigen Abbildung topologischer Räume
{\displaystyle f\colon X\to Y}
gibt es eine Homotopie-Äquivalenz {\displaystyle \phi \colon X^{\prime }\to X}, so dass
{\displaystyle f\circ \phi \colon X^{\prime }\to Y}
eine Faserung ist. Die Faser dieser Faserung heißt Homotopie-Faser von {\displaystyle f}. Sie ist nur bis auf Homotopie-Äquivalenz eindeutig bestimmt.

## Konstruktion

### Inklusionen
Wir betrachten zunächst den einfacheren Fall, dass {\displaystyle \iota \colon X\to Y} eine injektive Abbildung ist. In diesem Fall kann man {\displaystyle X^{\prime }} konstruieren als Menge aller Wege in {\displaystyle Y}, die in {\displaystyle X} enden.
{\displaystyle X^{\prime }=\left\{\sigma \in Y^{I}\colon \sigma (1)\in X\right\}}.
{\displaystyle X} kann in {\displaystyle X^{\prime }} als Menge der konstanten Wege eingebettet werden und man hat dann eine Homotopie-Äquivalenz {\displaystyle X^{\prime }\to X}. Die Abbildung {\displaystyle \sigma \to \sigma (0)} definiert eine Faserung {\displaystyle X^{\prime }\to Y} und für einen festen Punkt {\displaystyle x_{0}\in Y} ist die Faser {\displaystyle F} die  Menge aller Wege in {\displaystyle Y}, die im festen Basispunkt {\displaystyle x_{0}} starten und in {\displaystyle X} enden.
{\displaystyle F=\left\{\sigma \in Y^{I}\colon \sigma (0)=x_{0},\sigma (1)\in X\right\}}

#### Beispiel

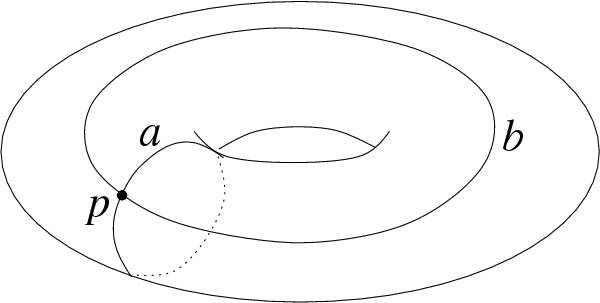
Das Produkt zweier Kreise ist ein Torus, die Einpunktvereinigung der Kreise bildet in den Torus ab.

Als ein Beispiel betrachten wir die Inklusion der Einpunktvereinigung {\displaystyle X\vee Y} in das Produkt {\displaystyle X\times Y}. Die Homotopie-Faser ist mit der obigen Beschreibung die Vereinigung {\displaystyle PX\times \Omega Y\cup \Omega X\times PY} entlang des Durchschnitts {\displaystyle \Omega X\times \Omega Y}. (Hier bezeichnet {\displaystyle PX} den Wegeraum und {\displaystyle \Omega X} den Schleifenraum.)
Falls {\displaystyle X} und {\displaystyle Y} den Homotopietyp von CW-Komplexen haben, ist diese Homotopie-Faser schwach homotopieäquivalent zum Verbund {\displaystyle \Omega X*\Omega Y} der beiden Schleifenräume.

### Allgemeine Abbildungen
Für eine nicht notwendig injektive Abbildung {\displaystyle f\colon X\to Y} betrachte
{\displaystyle X^{\prime }=\left\{(x,\sigma )\in X\times Y^{I}\colon f(x)=\sigma (1)\right\}}.
{\displaystyle X} kann in {\displaystyle X^{\prime }} mittels {\displaystyle x\to (x,\sigma _{x})} für den jeweils konstanten Weg {\displaystyle \sigma _{x}} eingebettet werden und man hat dann eine Homotopie-Äquivalenz {\displaystyle X^{\prime }\to X}. Die Abbildung {\displaystyle (x,\sigma )\to \sigma (0)} definiert eine Faserung {\displaystyle X^{\prime }\to Y} und für einen festen Punkt {\displaystyle x_{0}\in Y} ist die Faser
{\displaystyle F=\left\{(x,\sigma )\in X\times Y^{I}\colon \sigma (0)=x_{0},f(x)=\sigma (1)\right\}}

## Lange exakte Sequenz
Sei {\displaystyle f\colon X\to Y} eine stetige Abbildung und {\displaystyle F} ihre Homotopie-Faser. Dann hat man eine lange exakte Sequenz von Homotopiegruppen
{\displaystyle \ldots \rightarrow \pi _{n+1}(Y,y)\rightarrow \pi _{n}(F,(x,\sigma _{x}))\rightarrow \pi _{n}(X,x)\rightarrow \pi _{n}(Y,y)\rightarrow \pi _{n-1}(F,(x,\sigma _{x}))\rightarrow \ldots }.
Hier ist {\displaystyle x\in X,y=f(x)} und {\displaystyle \sigma _{x}\in F} ist der Weg in {\displaystyle Y}, der konstant {\displaystyle f(x)} ist.
Aus der Kenntnis der Homotopie-Faser erhält man also Zusammenhänge zwischen den Homotopiegruppen von {\displaystyle X} und {\displaystyle Y}.